# LZ 22
Der Zeppelin LZ 22 war das 22. Luftschiff des Grafen Zeppelin und das zehnte Luftschiff des deutschen Heeres.

## Geschichte
Die erste Fahrt von LZ 22 fand am 8. Januar 1914 statt. Z VII war die militärische Kennung des Luftschiffes.
Zu Beginn des Ersten Weltkrieges Anfang August 1914 war Z VII in Baden-Oos stationiert. Am 21. August 1914 erhielt Z VII den Befehl, die Stellungen der über die Reichsgrenze ins Elsaß vorgedrungenen französischen Streitkräfte zu erkunden und Angriffe auf die Franzosen zu fahren. Da die Fahrt in die waldreichen Vogesen für die Aufklärung der französischen Truppen in niedriger Höhe erfolgte, und das Luftschiff aufgrund seiner geringen Steighöhe von 1500 Metern in dem fast 1000 Meter hohen Gelände dem Gegner nicht durch Steigen entkommen konnte, gelang es der französischen Infanterie mit ihren Karabinern die Hülle des Schiffes vielfach zu durchlöchern. Nach Abwurf seiner 500 kg Munition drehte der Zeppelin wegen des Gasverlustes Richtung Heimathafen Baden-Oos ab. Der Gasverlust war jedoch so stark, dass bei Sankt Quirin notgelandet werden musste. Dabei wurde das Schiff so schwer beschädigt, dass es abgewrackt wurde.

## Technische Daten
- Traggasvolumen: 22.100 m³ Wasserstoff
- Länge: 156,0 m
- Durchmesser: 14,90 m
- Nutzlast: 8,8 t
- Antrieb: drei Maybach-Motoren von je 180 PS (132 kW)
- Geschwindigkeit: 20,0 m/s (72 km/h)